# Guanxi
Guanxi (traditionell kinesiska: 關係; förenklad kinesiska: 关系; pinyin: guānxì) är ett begrepp som beskriver sociala nätverk och kontakter i det kinesiska samhället. Det kinesiska ordet översätts ofta till "förhållande", "nätverk" eller "kontakt" på svenska, men eftersom dessa fraser inte översätter alla aspekter av guanxi används oftast det ordet även i väst. Guanxi anses vara av yttersta vikt i det moderna kinesiska samhället, och tros användas av de flesta som når upp till höga positioner inom företag eller politiken, liksom av nästan alla vanliga kineser i allt från privatliv till mål med myndigheterna och arbetsintervjuer.
Guanxi beskriver i korta drag ett förhållande mellan två personer som båda kan använda till att få ut tjänster eller liknande. Begreppet är nära besläktat med termerna ganqing (löst översatt "känslor") och face ("ansikte"). Förmågan att använda guanxi till att på ett mindre hederligt sätt hjälpa sig själv (exempelvis när det gäller korruption) kallas guanxixue (bokstavligt översatt "läran om guanxi"). Liknande termer i andra kulturer är bland andra blat i den ryska kulturen.

## Definition
Ordet används främst som ett substantiv - en person kan "ha guanxi" om den har kontakter som kan hjälpa i vissa situationer. Exempelvis kan en person som känner ägaren till en restaurant och därför får bättre service anses ha guanxi. Det kan ses som en förståelse eller ett oskrivet kontrakt mellan två parter, där bägge är överens om förhållandets vikt, och de ger varandra tjänster som motsvarar detta. Sinologen Liang Shuming har argumenterat för att det kinesiska samhället varken är individbaserat eller gruppbaserat, utan relationsbaserat (guanxi benwei), och att detta är guanxis roll. William A. Joseph har sammanfattat guanxi som "'kontakter' mellan individer baserat på gemensamma band som födelseplats, skola, militär, eller ett nätverk av vänner, och som har djup rot i konfuciansk kultur."
Guanxi anses dock kunna uppstå mycket hastigt, exempelvis genom att två personer arbetar tillsammans med en kort uppgift i skolan eller på jobbet. Det faktum att två personer arbetat tillsammans gör att de kan anses ha guanxi, och därefter kan de välja om de vill fortsätta att arbeta på det eller inte. Av denna anledning är det inte att jämföras med vänskap, eftersom det inte kräver affektion sinsemellan - det är snarare en delad respekt för varandra, där bägge parter hjälper den andre i ett oskrivet kontrakt.
I västerländska ögon har guanxi ofta tolkats entydigt som synonymt med korruption, eftersom guanxi i mångt och mycket går ut på att upprätthålla en kontakt som man sedan får ut någonting av. Detta behöver dock inte likställas med att medvetet utnyttja en person man kan ha nytta av.

## Historia

### Imperialistisk tid
De flesta sinologer är idag överens om att guanxi är resultatet av tusentals år av konfucianistisk influens i Kina, men det råder viss debatt om till vilken grad fenomenet har påverkats under det kommunistiska Kinas epok, främst under den Kulturella revolutionen 1967 - 1977.
Guanxi tros vara en kvarleva av konfucianismens fem band: kejsare - folket; fader - son; make - maka; vän - vän. Anledningen till att guanxi skiljer sig så från exempelvis västerländsk tradition kring sociala relationer tros vara det sociala synsättet som konfucianismen bidragits med, jämfört med traditionella abrahamistiska synsätt. Exempelvis Ambrose King påpekar att medan det för en abrahamistisk religiös räcker med en spirituell koppling till Gud, har konfucianismen ständigt förespråkat att en människa inte kan finna lycka utan sina medmänniskor.

### Modern tid
Debatten är om vilken grad som guanxi påverkats under modern tid, och huruvida guanxi alltid varit lika tydligt inom den kinesiska kulturen. Enligt de som talar för att guanxi visserligen växte fram under Kinas långa historia, men ökade i användning och vikt under speciellt den Kulturella revolutionen, är förklaringen att det blev ett tvunget resultat då många intellektuella sändes ut att arbeta grovarbete på landsbygden. På grund av det hårda arbetet var det viktigt att arbetarna hjälpte varandra, både fysiskt och socialt, och dessa blev de första riktiga guanxi-banden. Bland andra Mayfair Yang har argumenterat för att guanxi har sin bas i traditionella gåvor och etikett, och att det började i en tid då konfucianismen stod emot legalismen som idéströmning, men att dess nutida form är kraftigt påverkad av den Kulturella revolutionen.
Sedan Kinas kommunistparti tog makten i Kina 1949 har guanxi ofta setts ned på i officiella kretsar, och enligt partiets linje ses användandet av guanxi som primitivt och feudalt, och det anses gå emot de moderna värden som ska leda Kina framåt. Samtidigt har guanxi sedan Kina öppnat upp sig mer mot väst under sista kvartalet av 1900-talet blivit känt som i princip synonymt med korruption.

### Guanxis eventuella fall
Användningen av guanxi (guanxixue) tros ha minskat under Deng Xiaopings reformperiod under slutet av 1980-talet och 1990-talet, speciellt i periferin men även i storstäderna, vilket har gjort att flera forskare börjat spekulera i guanxis framtid och eventuella fall från den kinesiska kulturen. Anledningen till minskningen under Xiaopings tid tros vara att det under denna reformperiod började byggas upp allt fler privatägda företag, vilket ledde till att konkurrens ökat och att allt fler kan exempelvis få jobb utan att behöva utnyttja guanxi.
Även användningen av guanxi vid arbetsintervjuer verkar minska, enligt bland andra Amy Hanser och Doug Guthrie.  Andra har spekulerat i att guanxi minskar i det kinesiska samhället i allmänhet, och inte inom något speciellt område. Anledningen till detta kan vara de lösare restriktioner på kinesers privatliv under Deng Xiaopings regeringstid, vilket gjort att allt fler kineser kan byta jobb eller flytta, och umgås med många fler olika personer efter eget val. Detta skulle leda till att de inte längre bygger upp artificiella band med exempelvis arbetskamrater under längre perioder, utan bygger upp många fler, mindre viktiga band på ett sätt som närmare liknar den västerländska modellen än guanxi.